# Issa Ouedraogo
Issa Ouédraogo est un athlète paralympique, d'origine burkinabè, champion canadien au lancer de poids, de disque et de javelot, et détenteur du record canadien au lancer du poids, catégorie F57.

## Biographie
Né au Burkina Faso, Issa est âgé de 4 ans lorsqu’il contracte la poliomyélite, maladie infectieuse qui entraîne le plus souvent la paralysie des membres inférieurs. Le jeune garçon enjoué et dynamique se réveille le matin et ne réussit plus à se lever. Après son transfert à l'hôpital, les médecins informent sa famille du diagnostic. Cette prise en charge rapide permet de stopper l'évolution de la maladie qui n'a le temps d’affaiblir que l’une de ses deux jambes. Soigné par des religieuses, suivi d’une réadaptation qui a duré presque 2 ans, ses progrès sont constants. Il a la chance d'être l'un des rares de sa génération touché par la maladie à pouvoir encore marcher. 
Issa immigre au Canada au début des années 2000. C'est en 2006 qu'il commence à s'intéresser au lancer. Des amis en para-athlétisme à Sherbrooke, au Québec, l'encouragent à faire un essai auprès de leur entraîneur Jean Laroche, sommité dans le monde de l’entraînement d’athlètes paralympiques. N’ayant pas forcément projeté de faire de la compétition, le défi de se prouver à lui-même qu'il était capable de se dépasser physiquement, malgré son handicap physique, lui insuffle la motivation. Dès le premier essai, l’entraîneur détecte son potentiel et accepte de l’entrainer. Il s'installe à Sherbrooke pour poursuivre ses études universitaires et commence en parallèle son entrainement. Un membre de l'équipe au sein de laquelle il évolue, le défunt Jacques Martin, ancien champion du monde de lancer du javelot et du poids, le prend alors sous son aile et lui donne les clés pour participer en compétition. 
Issa participe à sa première compétition en mai 2006 à Toronto. Quelques mois plus tard, il y établit un nouveau record national de lancer de javelot canadien. Désormais convaincu qu'il a sa place comme athlète, il combine études et compétition, avec la volonté d'être parmi les meilleurs dans ses disciplines.

## Récompenses
Depuis 2006, Issa Ouédraogo est le champion canadien en titre du lancer de javelot et, depuis 2010, l’est également au lancer de poids. En tant qu'athlète, Issa défend les couleurs du Québec et du Canada lors de compétitions nationales et internationales, notamment aux Jeux parapanaméricains au Mexique en 2011, et à une compétition internationale à Clermont en Floride (en 2009 et 2012). En 2013, il était invité au Championnat du monde de Lyon, mais, à cause d'une blessure, il ne peut pas y prendre part.
En plus de ses participations aux Championnats québécois d'athlétisme, Issa Ouédraogo se rend à London, en Ontario (2006), à Windsor (2007 et 2008), à Toronto (2009 et 2010), à Calgary en Alberta, (2011 et 2012), ainsi qu’à Moncton dans le Nouveau-Brunswick (2013 et 2014), dans le cadre des Championnats canadiens d’athlétisme.

## Distinctions
Depuis ses débuts, Issa Ouédraogo concilie sa carrière sportive avec son parcours professionnel et académique. Titulaire d'un baccalauréat en relations internationales, il poursuit d’abord ses études à Sherbrooke. En 2008, il suspend ses activités sportives pour se consacrer à un stage à l'international, dans le cadre de ses études. En 2012, il obtient un diplôme de deuxième cycle en leadership public et, depuis l'été 2013, poursuit un diplôme de deuxième cycle en politique publique.  
Très impliqué dans sa communauté, Issa Ouédraogo est reconnu pour son rôle de premier plan : 
- 2007 à 2013 : nommé athlète ambassadeur de la ville de Sherbrooke[4],[5];
- 2008 : récipiendaire du prix REMI (Reconnaissance Mérite Immigrant), catégorie personnalité sportive[6] ;
- Trois fois récipiendaire de la bourse Ada Mackenzie, pour les athlètes étudiants ;
- Invité d'honneur et conférencier en 2013 lors du Mois de l'histoire des Noirs ;
- 2014 : participation à titre d’ambassadeur des membres de communautés culturelles et athlètes parasportifs à une vidéo de sensibilisation sur le syndrome post-polio réalisée par l'Association Polio Québec[7].